# Ветлівський заказник
Ветлівський — гідрологічний заказник місцевого значення. Об'єкт розташований на території Любешівського району Волинської області, с. Ветли.
Площа — 600 га, статус отриманий у 1979 році. Входить до складу Національного природного парку «Прип'ять-Стохід».
Охороняється болотний масив в заплаві р. Прип'ять, у рідколіссі зростають береза повисла (Betula pendula), вільха чорна (Alnus glutinosa), сосна звичайна (Pinus sylvestris), осика (Populus tremula), а також чагарники та інша болотна рослинність. 
Заказник входить до складу водно-болотних угідь міжнародного значення, що охороняються Рамсарською конвенцією головним чином як середовища існування водоплавних птахів, а також до Смарагдової мережі Європи. Служить місцем мешкання і розмноження для багатьох видів поліської фауни.